# العلاقات البريطانية اليونانية
العلاقات البريطانية اليونانية هي العلاقات الثنائية التي تجمع بين المملكة المتحدة واليونان.

## مقارنة بين البلدين
هذه مقارنة عامة ومرجعية للدولتين:
| وجه المقارنة                                              | المملكة المتحدة                 | اليونان                                                                             |
| --------------------------------------------------------- | ------------------------------- | ----------------------------------------------------------------------------------- |
| المساحة (كم2)                                             | 242.50 ألف                      | 131.96 ألف                                                                          |
| عدد السكان (نسمة)                                         | 66.02 مليون                     | 10.76 مليون                                                                         |
| الكثافة السكانية (ن./كم²)                                 | 272.25                          | 81.54                                                                               |
| العاصمة                                                   | لندن                            | أثينا، نافبليو                                                                      |
| اللغة الرسمية                                             | لغة إنجليزية، اللغة الويلزية    | لغة يونانية، Demotic Greek ‏                                                         |
| العملة                                                    | جنيه إسترليني                   | يورو، دراخما، فينيكس يوناني ‏                                                        |
| الناتج المحلي الإجمالي (بليون دولار)                      | 2.62 تريليون                    | 200.29 مليار                                                                        |
| الناتج المحلي الإجمالي (تعادل القوة الشرائية) بليون دولار | 2.72 تريليون                    | 285.45 مليار                                                                        |
| الناتج المحلي الإجمالي الاسمي للفرد دولار أمريكي          | 43.88 ألف                       | 18.00 ألف                                                                           |
| الناتج المحلي الإجمالي للفرد دولار أمريكي                 | 40.23 ألف                       | 26.85 ألف                                                                           |
| مؤشر التنمية البشرية                                      | 0.907                           | 0.865                                                                               |
| رمز المكالمات الدولي                                      | +44                             | +30                                                                                 |
| رمز الإنترنت                                              | .uk، .gb                        | .gr                                                                                 |
| المنطقة الزمنية                                           | توقيت غرينيتش، توقيت غرب أوروبا | توقيت شرق أوروبا، ت ع م+02:00، ت ع م+03:00، توقيت شرق أوروبا الصيفي ‏، أوروبا/أثينا ‏ |

## مدن متوأمة
في ما يلي قائمة باتفاقيات التوأمة بين مدن بريطانية ويونانية:
- ترتبط Borough of Gedling [الإنجليزية]‏ مع ميسولونغي باتفاقية توأمة.
- ترتبط Sherborne [الإنجليزية]‏ مع بروزة باتفاقية توأمة.
- ترتبط حي غرينتش الملكي مع Ancient Olympia Municipality  [لغات أخرى]‏ باتفاقية توأمة.

## منظمات دولية مشتركة
يشترك البلدان في عضوية مجموعة من المنظمات الدولية، منها:
| علم المنظمة | اسم المنظمة                               | تاريخ انضمام المملكة المتحدة | تاريخ انضمام اليونان |
| ----------- | ----------------------------------------- | ---------------------------- | -------------------- |
|             | وكالة الفضاء الأوروبية                    | 28 مارس 1978                 | 9 مارس 2005          |
|             | الاتحاد الأوروبي                          | 1973                         | 1981                 |
|             | وكالة ضمان الاستثمار متعدد الأطراف        | 12 أبريل 1988                | 30 أغسطس 1993        |
|             | منظمة التعاون الاقتصادي والتنمية          | 2 مايو 1961                  | 30 سبتمبر 1961       |
|             | الأمم المتحدة                             | 24 أكتوبر 1945               | 25 أكتوبر 1945       |
|             | الوكالة الدولية للطاقة                    | ?                            | ?                    |
|             | الفريق المعني برصد الأرض                  | ?                            | ?                    |
|             | منظمة حظر الأسلحة الكيميائية              | ?                            | ?                    |
|             | منظمة التجارة العالمية                    | 1995                         | 1995                 |
|             | منظمة الشرطة الجنائية الدولية             | ?                            | ?                    |
|             | منظمة الأمن والتعاون في أوروبا            | 25 يونيو 1973                | 25 يونيو 1973        |
|             | مؤسسة التنمية الدولية                     | 24 سبتمبر 1960               | 9 يناير 1962         |
|             | حلف شمال الأطلسي                          | 4 أبريل 1949                 | 18 فبراير 1952       |
|             | نظام تحكم تكنولوجيا القذائف               | 1987                         | 1992                 |
|             | يونسكو                                    | 4 نوفمبر 1946                | 4 نوفمبر 1946        |
|             | مجلس أوروبا                               | 5 مايو 1949                  | 9 أغسطس 1949         |
|             | الاتحاد البريدي العالمي                   | ?                            | ?                    |
|             | البنك الدولي للإنشاء والتعمير             | 27 ديسمبر 1945               | 27 ديسمبر 1945       |
|             | اتفاقية السماوات المفتوحة                 | ?                            | ?                    |
|             | المنظمة الهيدروغرافية الدولية             | ?                            | ?                    |
|             | الاتحاد الدولي للاتصالات                  | 24 فبراير 1871               | 1866                 |
|             | مؤسسة التمويل الدولية                     | 20 يوليو 1956                | 26 سبتمبر 1957       |
|             | المنظمة الأوروبية لسلامة الملاحة الجوية   | 1960                         | 1988                 |
|             | المركز الدولي لتسوية المنازعات الاستشارية | 18 يناير 1967                | 21 مايو 1969         |
|             | مجموعة أستراليا                           | 1985                         | 1985                 |
|             | مجموعة الموردين النوويين                  | ?                            | ?                    |

## أعلام
هذه قائمة لبعض الشخصيات التي تربطها علاقات بالبلدين:
- آن (متسابقة حدث من المملكة المتحدة، 15 أغسطس 1950[31] – )
- تشارلز (أمير بريطاني ولي العهد وابن الملكة اليزابيث الثانية، 14 نوفمبر 1948[32][33][34] – )
- جيورجيوس سفريس (13 مارس 1900[35][36][37] – 20 سبتمبر 1971[35][37][38])
- فيليب دوق إدنبرة (أمير يوناني الأصل زوج الملكة اليزابيث الثانية، 10 يونيو 1921[39][40][41] – )
- هاري دوق ساسيكس (15 سبتمبر 1984[42] – )
- ويليام دوق كامبريدج (ابن الأمير تشارلز وابن الاميره ديانا وحفيد الملكة إليزابيث الثانية، 21 يونيو 1982[43] – )

## وصلات خارجية
- موقع وزارة الخارجية البريطانية
- موقع وزارة الخارجية اليونانية